# 紀元前631年
紀元前631年（きげんぜん631ねん）は、西暦（ローマ暦）による年。紀元前1世紀の共和政ローマ末期以降の古代ローマにおいては、ローマ建国紀元123年として知られていた。紀年法として西暦（キリスト紀元）がヨーロッパで広く普及した中世時代初期以降、この年は紀元前631年と表記されるのが一般的となった。

## 他の紀年法
- 干支 : 庚寅
- 日本
  - 皇紀30年
  - 神武天皇30年
- 中国
  - 周 - 襄王21年
  - 魯 - 僖公29年
  - 斉 - 昭公2年
  - 晋 - 文公6年
  - 秦 - 穆公29年
  - 楚 - 成王41年
  - 宋 - 成公6年
  - 衛 - 成公4年
  - 陳 - 共公元年
  - 蔡 - 荘侯15年
  - 曹 - 共公22年
  - 鄭 - 文公42年
  - 燕 - 襄公27年
- 朝鮮
  - 檀紀1703年
- ユダヤ暦 : 3130年 - 3131年

## できごと

### 中国
- 周の王子虎（中国語版）・晋の狐偃・魯の僖公・宋の公孫固（中国語版）・斉の国帰父（中国語版）・陳の轅濤塗・秦の小子憖（中国語版）らが翟泉で盟を交わした。